# Andraš Haklić
Andraš Haklić (mađ. oblik pisanja: András Haklits) je hrvatski atletski reprezentativac, rodom gradišćanski Hrvat. Aktualni je hrvatski rekorder u bacanju kladiva (80,41m) i utega u dalj (24.43m), što je bio treći rezultat u povijesti u disciplini utega u dalj kada ga je ostvario 2001., te je prvi Hrvat koji je kladivom prebacio 80m (2005.). Nastupao je za Mađarsku do srpnja 1998.
Bavi se bacanjem kladiva. Na ZOI 2010. nastupit će u bobu (četverosjed).
Rodom je iz Petrova Sela iz zapadne Mađarske.
Za Hrvatsku je uspio zaigrati na inicijativu ondašnjega hrvatskog aktivista, a kasnijega čelnika njegovoga rodnog sela Mikloša Kohuta.

Argument je bio i taj, što se nije očekivalo probleme s mađarske strane, budući je Haklić podrijetlom Hrvat, a s druge strane, Mađarska je atletika iznimno jaka u njegovoj atletskoj disciplini, bacanja kladiva, tako da to nije predstavljalo ugrožavanje mađarske atletike.
U svomu prvom nastupu na atletskom prvenstvu Hrvatske , Haklić je srušio hrvatski rekord.
Svojim osobnim i aktualnim državnim rekordom popravio je prijašnji državni rekord Srećka Štiglića za malo više od 9m.

## Vanjske poveznice
- Članak  Arhivirana inačica izvorne stranice od 27. rujna 2007. (Wayback Machine) na stranicama Hrv. matice iseljenika.